# آنومی
آنومی (به انگلیسی: Anomie) یک وضعیت در جامعه است که با ریشه‌کن کردن یا شکست هر ارزش اخلاقی، استاندارد یا راهنمایی برای افراد تعریف می‌شود. همچنین به فقدان هنجار یا بی‌هنجاری گفته می‌شود. این به معنی عدم وابستگی شخص و جامعه است که به چندپاره شدن جامعه می‌انجامد. این اصطلاح توسط جامعه‌شناس فرانسوی امیل دورکیم در کتاب اثرگذار وی خودکشی (۱۸۹۷) مشهور شد. دورکیم این واژه را از جامعه‌شناس فرانسوی ژان-ماری گویو قرض گرفت و آن به صورت «قانونِ بی‌قانونی» و «خواستن سیرناشدنی» تعریف کرد.